# 베트365 스타디움
브리타니아 스타디움(Britannia Stadium)은 잉글랜드의 축구 경기장이다. 프리미어리그 소속 클럽인 스토크 시티 FC의 홈 구장으로 사용되고 있다.
1997년에 개장하여 이전까지 스토크 시티의 홈 구장이었던 빅토리아 그라운드(Victoria Ground)를 대체하게 되었다. 개장 당시에는 영국의 주택 금융 조합인 브리타니아(Britannia)가 경기장 스폰서를 맡았기 때문에 브리타니아 스타디움이라는 이름을 사용했다. 2016년 영국의 도박 회사인 베트365(bet365)가 경기장 스폰서 계약을 체결하면서 베트365 스타디움(bet365 Stadium)이라는 이름으로 바뀌었다.